# Опатија Клини
Опатија Клини (француски: Abbaye de Cluny) је бивши бенедиктански манастир у Клинију у департману Саона и Лоара. 

## Историја
Клини је изграђен у романском стилу. Манастир је 910. године основао Вилијам I Аквитански и поверио је на управу опату Берну. Најстарија базилика Клинија била је највећа црква до почетка изградње цркве Светог Петра у Риму. Манастир Клини је 1095. године био на врхунцу свог утицаја и узор како треба да се спроводи бенедиктански начин живота. Већи део хришћанске Европе слао је Клинију поклоне, синове за монахе и сл. Сам манастир у Клинију имао је више од 300 монаха. Опат манастира, Иг Велики, располагао је царством од око 1000 манастира са око 20.000 монаха. Критичари клинијевског манастира желели су донекле изменити бенедиктански начин живота. Још у време живота папе Урбана II и Ига Великог, око 160 километара даље, у Молему, Роберт је покушао да натера своје монахе да прихвате много строжи начин Бенедиктових Правила. У јужној Италији, Бруно из Келна потпуно је напустио Бенедиктова правила и почео је живети пустињачким животом зарађујући хлеб сопственим радом. 
До 1095. године клинијевски ред се толико проширио да један опат није могао контролисати све клинијевске манастире. Многе приорије никада нису виделе опата. Последице су биле немарно поштовање бенедиктанских правила. Манастир је у 12. веку упао у финансијске тешкоће јер је сам морао хранити и облачити своје монахе. Петар Пречасни, опат из прве половине 12. века, реформисао је финансије манастира и смањио трошкове. 
Клинијевски манастири имали су утицаја и у световном животу. Монаси су саветовали краљеве, постајали епископи, па чак и папе, учествовали на саборима и сл. После средине 13. века ниједан нови клинијевски манастир није основан. Клинијевски ред је изгубио везу са новим верским кретањима. Бројни француски државници, попут кардинала Ришељеа или Жила Мазарена, школовани су у Клинију. Међутим, клинијевски монастицизам није у потпуности нестао све до 1790. године када је распуштен током Француске револуције. 
Клинијевска библиотека била је једна од најбогатијих и најзначајнијих библиотека Француске, па и Европе. У њој су се налазили бројни, веома вредни рукописи. Током Француских верских ратова, 1562. године уништени су многи рукописи. Од преосталих сачуваних рукописа, део је спаљен 1790. године. Други се и данас налазе у Клинију. Француска влада пренела је део рукописа у Националну библиотеку Француске. Британски музеј поседује око 60 повеља и рукописа из Клинија.